# Tourisme dans l'Ariège
 (avril 2018).
Si vous disposez d'ouvrages ou d'articles de référence ou si vous connaissez des sites web de qualité traitant du thème abordé ici, merci de compléter l'article en donnant les références utiles à sa vérifiabilité et en les liant à la section « Notes et références ».

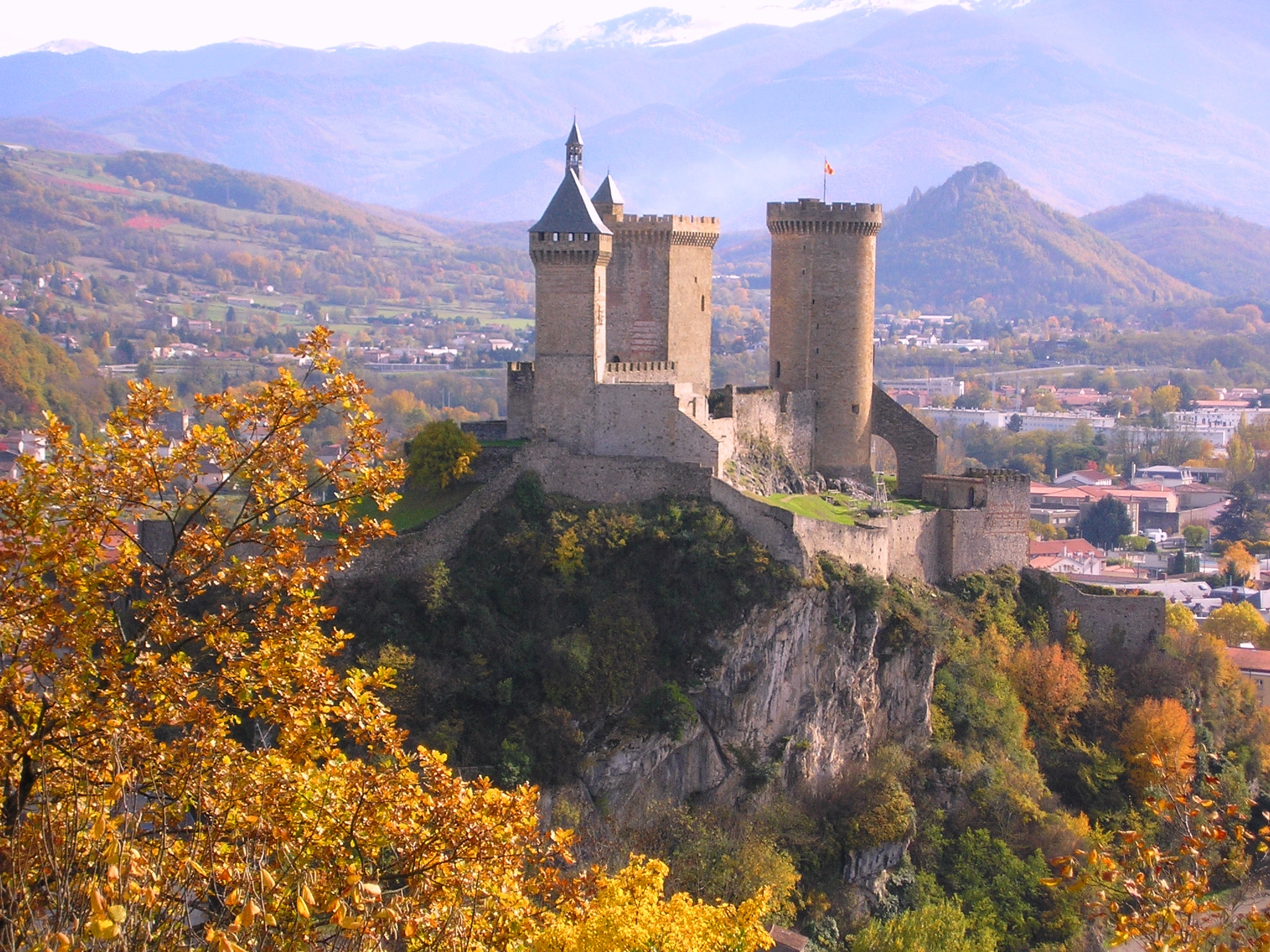
Le château de Foix.

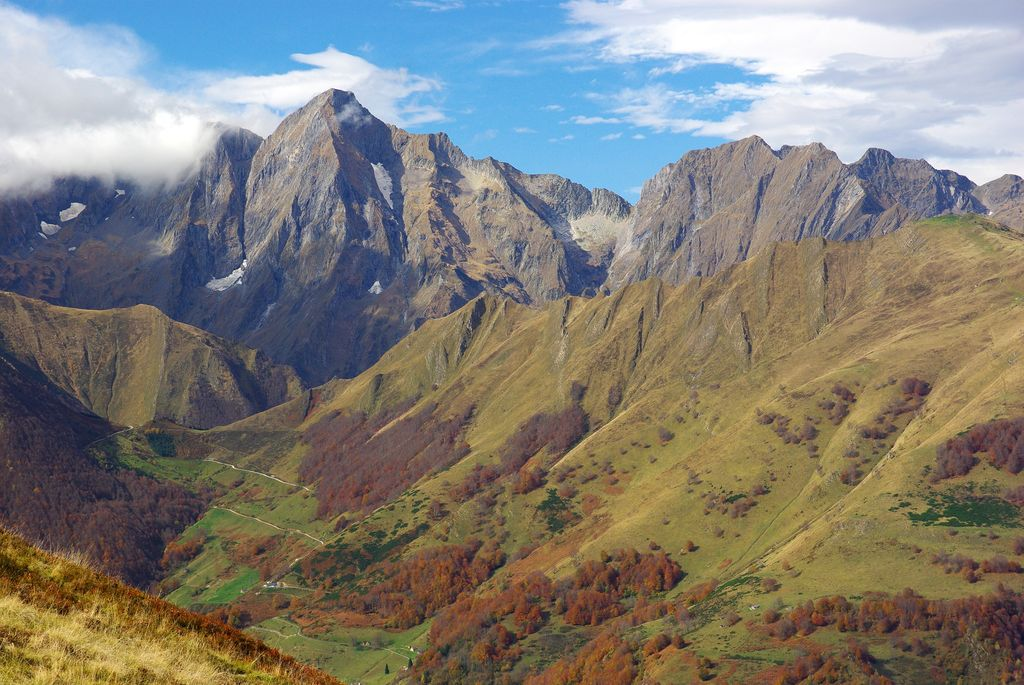
Le mont Valier (2848 m) en Couserans.

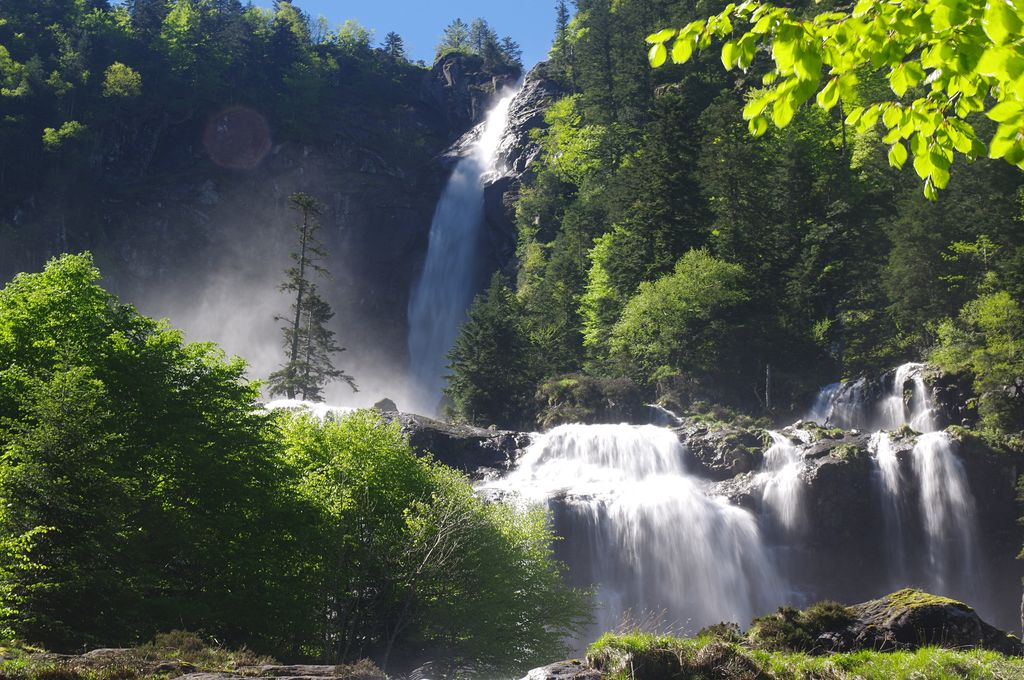
La cascade d'Ars sur les hauteurs d'Aulus-les-Bains.

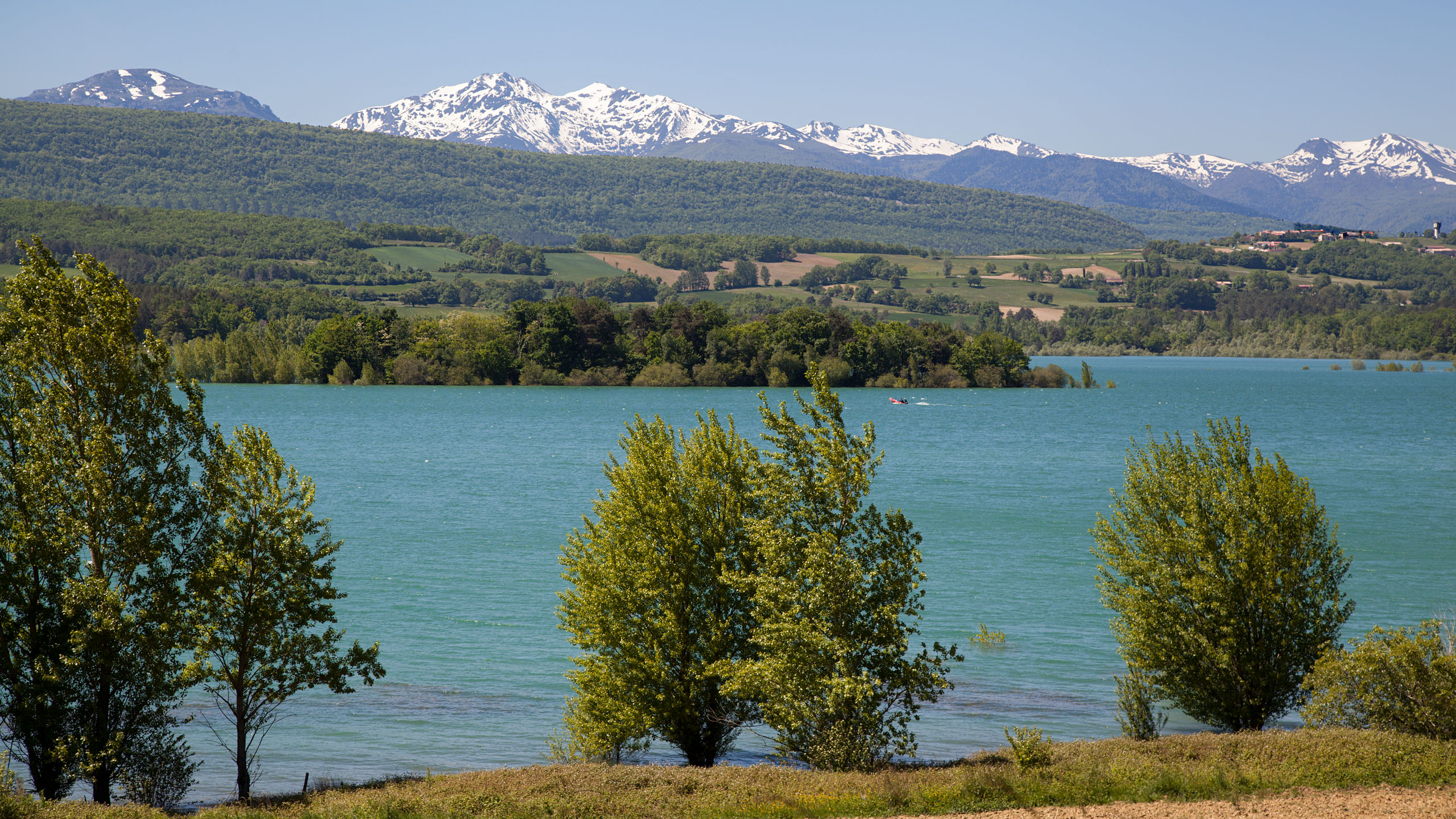
Le massif de Tabe vu depuis le lac de Montbel.

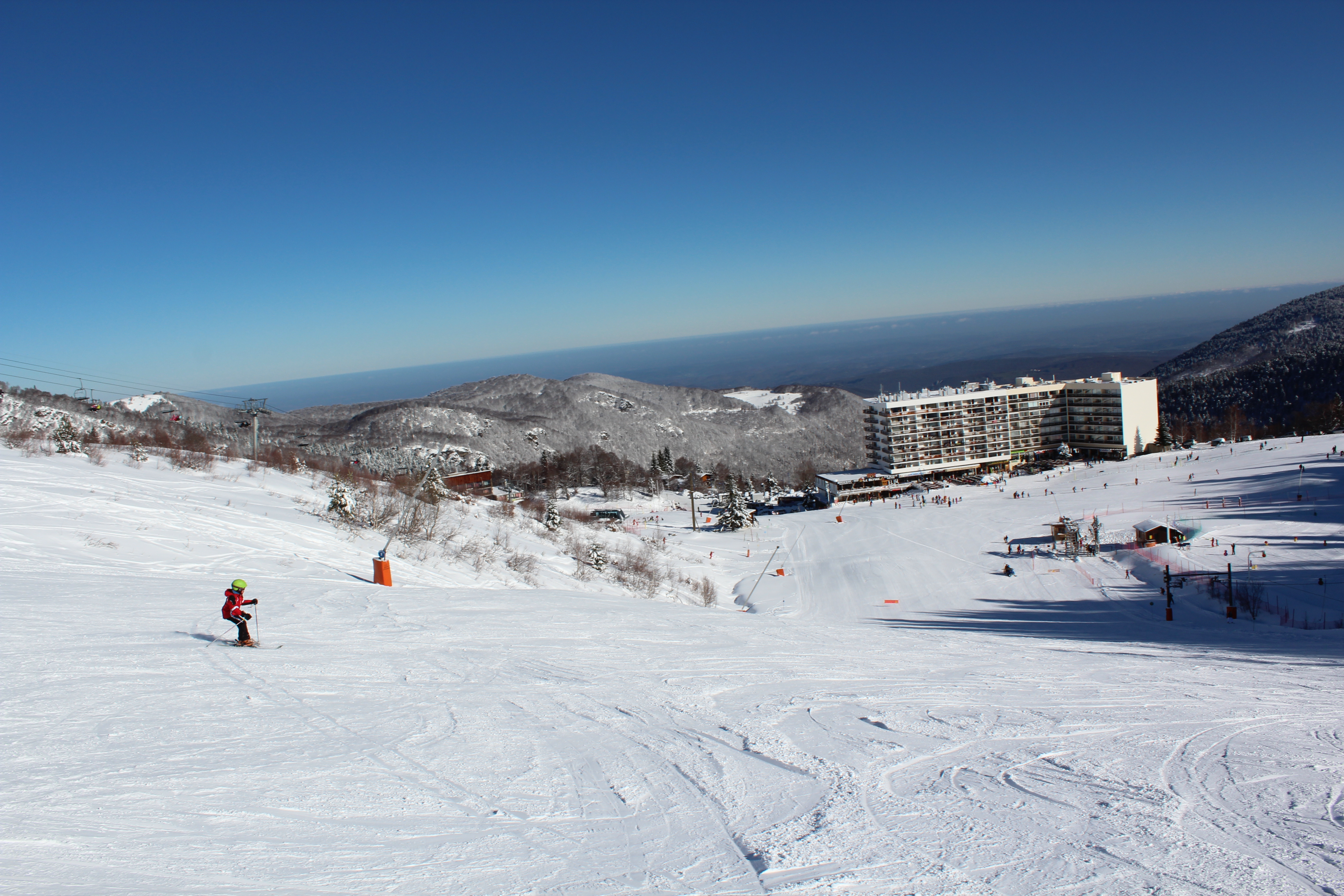
La station des monts d'Olmes en 2016.

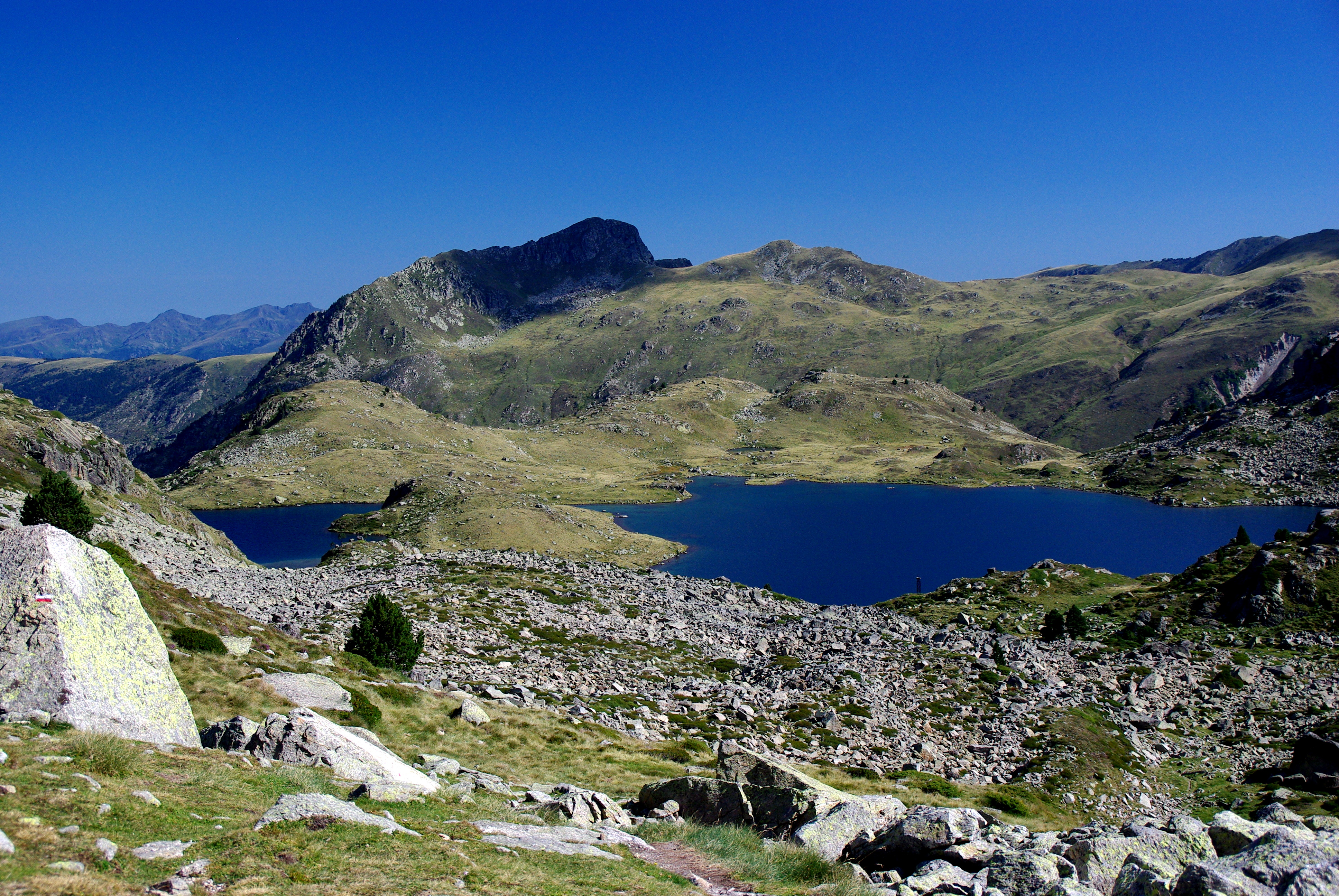
Deux des étangs de Fontargente.

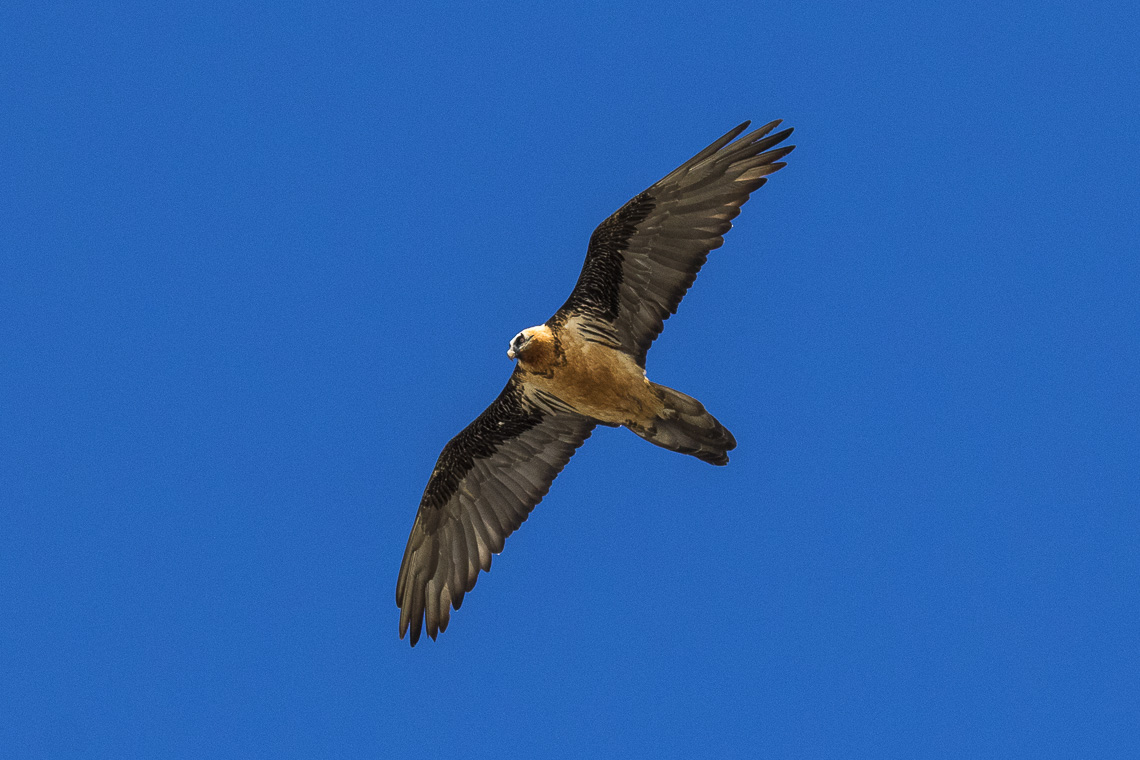
Gypaète barbu adulte en vol.

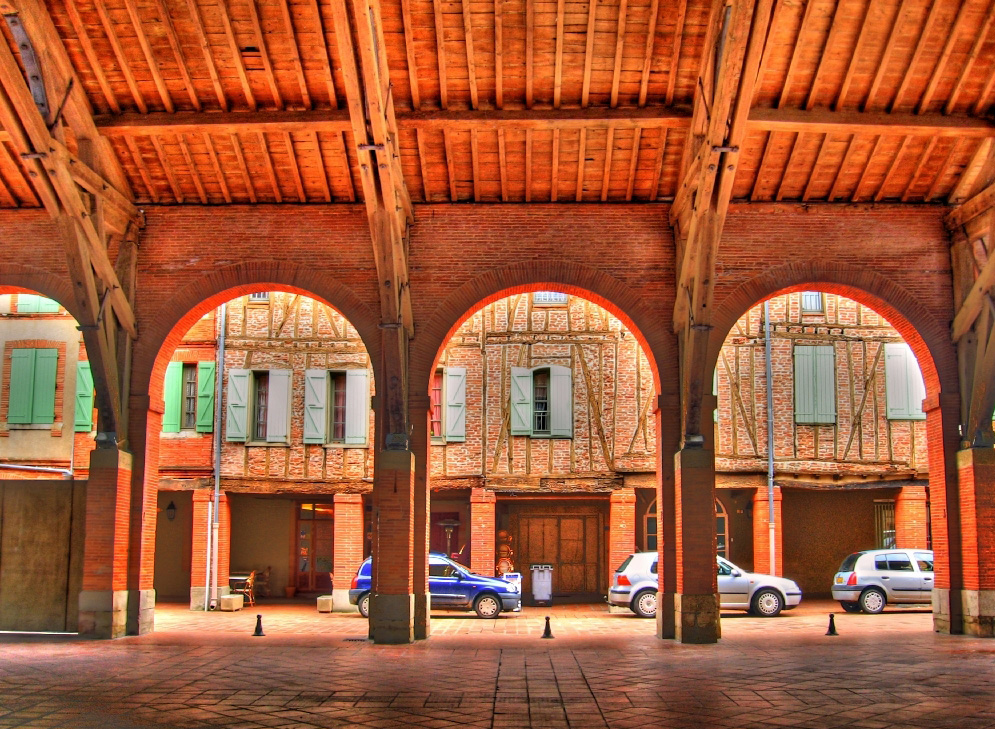
Façades à pans de bois et couverts depuis la halle de Mazères.

Sur le versant nord des Pyrénées centrales, frontalière de l'Espagne (Catalogne) et de l'Andorre, l'Ariège est un département essentiellement de montagne avec des paysages grandioses comme les massifs du pic du Montcalm et du mont Valier, le port de Lers, la carrière de talc de Trimouns, le plateau de Beille ou le cirque de Cagateille.
De nombreuses grottes minérales ou occupées au Paléolithique sont dissimulées sur le territoire. Les plus célèbres sont la grotte du Mas d'Azil, la grotte de Niaux, la grotte de Lombrives ou la grotte de Bédeilhac. D'autres contiennent des éléments archéologiques si précieux qu'elles sont fermées à la visite. Les ruines du château de Montségur rappelle la douloureuse histoire du catharisme tandis que l'extérieur du château de Foix présente son imposante silhouette devenue l'emblème de la ville et du département. La cité de Mirepoix permet d'admirer une ville médiévale bien conservée, à proximité se trouve l'abbaye de Camon avec de belles tapisseries. Plusieurs stations de ski et trois stations thermales sont également présentes : Ax-les-Thermes, Aulus et Ussat-les-Bains.

## Espaces protégés
Ces espaces impliquent un tourisme respectueux (sans chien en liberté, sans cueillette, sans feu de bois etc.) en respectant les indications sur site.

## Richesses en sous-sol
L'Ariège recense de nombreuses grottes de grande qualité en matière d'art pariétal et de trouvailles archéologiques d'une part ou encore présentant des caractéristiques géologiques ou spéléogiques rares ou exceptionnelles. Tant pour des raisons de protection du patrimoine enfoui, de protection de la faune (notamment chiroptères) et de difficultés d'accès, elles sont nombreuses à être fermées au public. Cependant, certaines d'entre elles sont ouvertes à des visites encadrées.
Viennent en appui à ce patrimoine diversifié le parc pyrénéen de l'art préhistorique à Tarascon-sur-Ariège et le musée de préhistoire du Mas-d'Azil.

## Sports d'été et d'hiver

### Cyclisme
De très nombreux cols routiers pyrénéens sillonnent la montagne ariégeoise, appréciés tant par les amateurs que par les professionnels qui viennent s'y entraîner. Presque chaque année, peu ou prou, le Tour de France fréquente l'Ariège. Il a mis en exergue des cols devenu mythiques comme le mur de Péguère, le port de Pailhères, le col d'Agnes, le plateau de Beille, le port de Lers et le col de la Core.

### Sports d'hiver
Neuf stations ariégeoises permettent une approche différenciée du ski de piste et/ou du ski de fond. Les plus importantes sont Ax 3 Domaines dans la Haute vallée de l'Ariège, puis Guzet dans le Haut-Salat et les Monts d'Olmes près de Lavelanet.

### Randonnée
Le GR 10 traverse le département en contrebas de la chaîne pyrénéenne alors que la Haute randonnée pyrénéenne joue avec ses limites frontalières. A l'est, le GR 7 passe à Mirepoix puis traverse le terroir caché du Donezan.
L'Ariège est une destination prisée par les marcheurs, pour ses nombreux itinéraires de randonnée, comme l'étang de Soulcem, la cascade de l'Artigue, le pic des Trois Seigneurs ou encore l'étang d'Appy.

### Sports d'eau vive
Ils sont notamment pratiqués sur le Salat et l'Ariège. Un téléski nautique est présent à la base nautique de Mercus-Garrabet.

### Parapente
Plusieurs sites de pratique sont répertoriés par la Fédération française de vol libre, comme le port de Pailhères, Goulier-Neige, le Prat d'Albis, le col de la Core.

## Thermalisme
Trois stations thermales prodiguent des soins au XXIe siècle :
- Aulus-les-Bains, pour les maladies métaboliques (cholestérol, diabète, surcharge pondérales...) et des voies urinaires.
- Ax-les-Thermes, pour le stress, l'anxiété, la spasmophilie, les migraines, les insomnies.
- Ussat-les-Bains, pour les affections rhumatismales, ORL et voies respiratoires.